# Associazione Sportiva Lodigiani 1999-2000
Questa pagina raccoglie le informazioni riguardanti l'Associazione Sportiva Lodigiani nelle competizioni ufficiali della stagione 1999-2000.

## Rosa
| N. |                   | Ruolo | Calciatore         |
| -- | ----------------- | ----- | ------------------ |
|    | Italia (bandiera) | D     | Fabrizio Anselmi   |
|    | Italia (bandiera) | A     | Daniele Barile     |
|    | Italia (bandiera) | C     | Simone Batti       |
|    | Italia (bandiera) | D     | Nicola Binchi      |
|    | Italia (bandiera) | C     | Daniele Di Donato  |
|    | Italia (bandiera) | P     | Patrizio Fimiani   |
|    | Italia (bandiera) | C     | Marco Fuoco        |
|    | Italia (bandiera) | D     | Andrea Gennari     |
|    | Italia (bandiera) | A     | William Guarnieri  |
|    | Italia (bandiera) | C     | Pino La Scala      |
|    | Italia (bandiera) | A     | Fabio Lucidi       |
|    | Italia (bandiera) | D     | Tiziano Maggiolini |
|    | Italia (bandiera) | D     | Mirko Mancini      |

| N. |                   | Ruolo | Calciatore         |
| -- | ----------------- | ----- | ------------------ |
|    | Italia (bandiera) | C     | Fabio Martinelli   |
|    | Italia (bandiera) | C     | Daniele Merondi    |
|    | Italia (bandiera) | D     | Emilio Pellegrino  |
|    | Italia (bandiera) | A     | Enrico Polani      |
|    | Italia (bandiera) | D     | Francesco Pratali  |
|    | Italia (bandiera) | P     | Giovanni Proietti  |
|    | Italia (bandiera) | P     | Alessandro Ruggini |
|    | Italia (bandiera) | D     | Mirko Savini       |
|    | Italia (bandiera) | A     | Francesco Semplice |
|    | Italia (bandiera) | A     | Marco Vendrame     |
|    | Italia (bandiera) | C     | Luca Vigiani       |
|    | Italia (bandiera) | A     | Francesco Zerbini  |

## Risultati

### Campionato

#### Girone di andata
| 5 settembre 1999 1ª giornata | Avellino | 2 – 2 | Lodigiani |  |

| 12 settembre 1999 2ª giornata | Lodigiani | 2 – 1 | Catania |  |

| 19 settembre 1999 3ª giornata | Crotone | 3 – 0 | Lodigiani |  |

| 26 settembre 1999 4ª giornata | Lodigiani | 1 – 0 | Palermo |  |

| 3 ottobre 1999 5ª giornata | Lodigiani | 0 – 0 | Atletico Catania |  |

| 10 ottobre 1999 6ª giornata | Marsala | 2 – 1 | Lodigiani |  |

| 17 ottobre 1999 7ª giornata | Lodigiani | 1 – 3 | Arezzo |  |

| 24 ottobre 1999 8ª giornata | Castel di Sangro | 1 – 1 | Lodigiani |  |

| 7 novembre 1999 9ª giornata | Giulianova | 1 – 1 | Lodigiani |  |

| 14 novembre 1999 10ª giornata | Lodigiani | 1 – 1 | Ascoli |  |

| 21 novembre 1999 11ª giornata | Sporting Benevento | 1 – 0 | Lodigiani |  |

| 28 novembre 1999 12ª giornata | Lodigiani | 2 – 1 | Fidelis Andria |  |

| 5 dicembre 1999 13ª giornata | Gualdo | 0 – 0 | Lodigiani |  |

| 12 dicembre 1999 14ª giornata | Lodigiani | 0 – 1 | Viterbese |  |

| 19 dicembre 1999 15ª giornata | Ancona | 6 – 1 | Lodigiani |  |

| 23 dicembre 1999 16ª giornata | Lodigiani | 1 – 0 | Juve Stabia |  |

| 6 gennaio 2000 17ª giornata | Nocerina | 0 – 0 | Lodigiani |  |

#### Girone di ritorno
| 9 gennaio 2000 18ª giornata | Lodigiani | 1 – 1 | Avellino |  |

| 15 gennaio 2000 19ª giornata | Catania | 2 – 1 | Lodigiani |  |

| 23 gennaio 2000 20ª giornata | Lodigiani | 0 – 3 | Crotone |  |

| 30 gennaio 2000 21ª giornata | Palermo | 1 – 1 | Lodigiani |  |

| 6 febbraio 2000 22ª giornata | Atletico Catania | 2 – 1 | Lodigiani |  |

| 13 febbraio 2000 23ª giornata | Lodigiani | 1 – 2 | Marsala |  |

| 27 febbraio 2000 24ª giornata | Arezzo | 1 – 2 | Lodigiani |  |

| 5 marzo 2000 25ª giornata | Lodigiani | 2 – 2 | Castel di Sangro |  |

| 12 marzo 2000 26ª giornata | Lodigiani | 4 – 0 | Giulianova |  |

| 19 marzo 2000 27ª giornata | Ascoli | 2 – 2 | Lodigiani |  |

| 2 aprile 2000 28ª giornata | Lodigiani | 1 – 2 | Sporting Benevento |  |

| 9 aprile 2000 29ª giornata | Fidelis Andria | 2 – 1 | Lodigiani |  |

| 16 aprile 2000 30ª giornata | Lodigiani | 3 – 1 | Gualdo |  |

| 22 aprile 2000 31ª giornata | Viterbese | 2 – 1 | Lodigiani |  |

| 30 aprile 2000 32ª giornata | Lodigiani | 1 – 0 | Ancona |  |

| 7 maggio 2000 33ª giornata | Juve Stabia | 0 – 2 | Lodigiani |  |

| 14 maggio 2000 34ª giornata | Lodigiani | 1 – 0 | Nocerina |  |